# Tmarus innotus
Tmarus innotus là một loài nhện trong họ Thomisidae.
Loài này thuộc chi Tmarus. Tmarus innotus được Arthur Merton Chickering miêu tả năm 1965.